# Rollo
Rollo (Nam. Tiếng Norman: Rou; tiếng Bắc Âu cổ: Hrólfr; tiếng Pháp: Rollon. Sinh năm 846 hoặc 860, mất năm 928/930 hoặc 932/933 sau công nguyên), một người Viking, một chiến binh, Kẻ chinh phục (The Conquerer), Kẻ thống trị đầu tiên của Normandie, vùng phía Bắc nước Pháp, đặt nền móng ra đời của Công quốc Normandie. Rollo còn được gọi là Công tước xứ Normandy, hậu duệ nam giới của ông vẫn cai trị Công quốc Normandy cho đến tận thế kỷ XIII, trước khi Vương quốc Pháp thôn tính và sáp nhập nó.
Con của ông là William Kiếm dài, cháu nội là Richard I sử dụng danh hiệu Bá tước (Count trong tiếng Anh, comes hoặc consul trong tiếng Latinh), Hoàng thân (Prince trong tiếng Anh, Princeps trong tiếng Latinh). Chắt của ông, Richard II, Công tước xứ Normandy là thế hệ đầu tiên của Nhà Normandy sử dụng tước vị Công tước, và xem mình là Công tước xứ Normandy.
Rollo nổi dậy trở thành một chiến binh đặc biệt của người Norse với sự nghiệp lấn thân về phương Nam, đặt vững bước chân trên vùng đất của người Francia, khởi điểm hạ lưu sông Seine. Sau Cuộc vây hãm Chartres (Chartres. 911), dưới sức mạnh lực lượng và uy hiếp từ Rollo ở khu vực phía Tây Bắc, Vua Tây Francia, Charles III của Pháp đã phải nhượng bộ và giao vùng đất phía Tây Bắc dọc sông Seine, nay là Rouen cho Rollo để dừng các cuộc cướp bóc, thỏa thuận Rollo thống lĩnh vùng đất này, trách nhiệm bảo vệ Tây Francia khỏi các chiến dịch xâm lấn của người Viking.
Rollo là thống lĩnh Viking chỉ huy lực lượng đầu tiên, chiếm hữu phần khu vực Tây Âu bắt đầu từ năm 911 và trị vì vùng Normandie. Rollo sau đó quyết định định cư tại vùng đất này, đưa gia đình của mình trở thành nhà Normandy, một gia tộc nổi danh châu Âu. Các thế hệ tiếp theo và những người phục vụ Rollo tạo thành nhóm người Norman, tộc được kết hợp từ người Norse, người Viking phương Bắc với dân cư bản địa gốc Frank, người Gallo-Roman. Rollo được xem như là người tạo nên tộc người Norman. Về sau, trong thời đại Viking, với Cuộc xâm lược Anh của người Norman, hậu duệ của Rollo chiếm hữu đảo Anh, đảo Ireland đồng thời giữ kiểm soát Normandie (Nhà Normandy); trong ba thế kỷ X, XI, XII, với Cuộc chinh phục miền Nam Ý, những người Norman kiểm soát Vương quốc Sicilia (Danh sách quân chủ Sicilia), Công quốc Antioch. Đóng vai trò là người khởi đầu, Rollo đã để lại những ảnh hưởng trong văn hóa châu Âu và Cận Đông trong suốt lịch sử cho đến ngày nay.

### Nguồn gốc phương Bắc

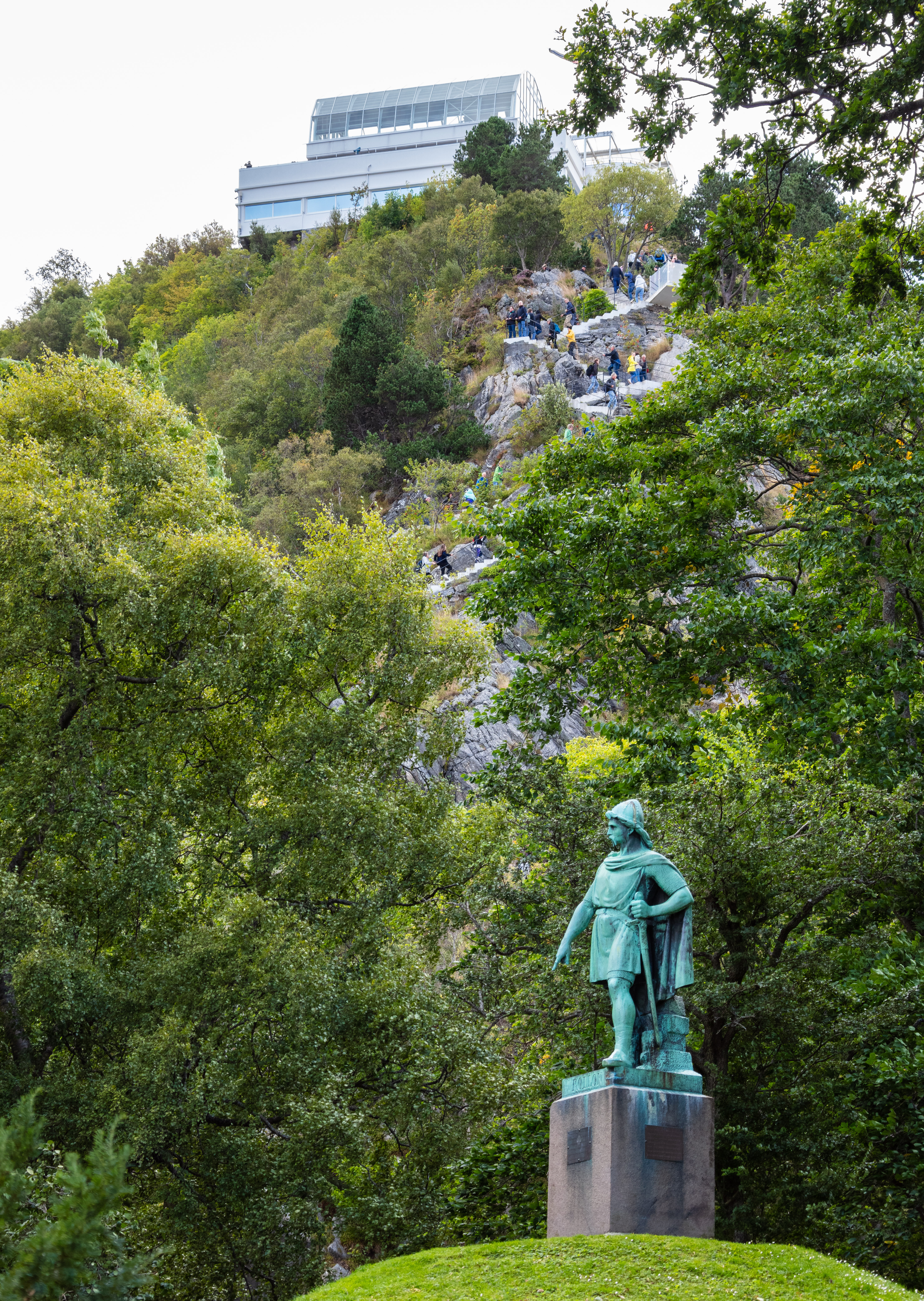
Tượng của Rollo ở Ålesund, Na Uy.

## Sự nghiệp

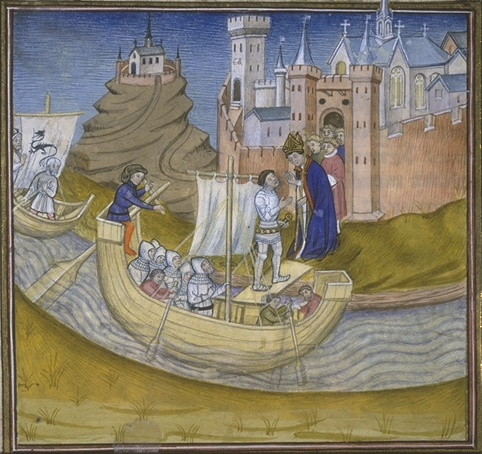
Cuộc gặp gỡ giữa Gui, Tổng giám mục Nhà thờ chính tòa Đức Bà Rouen và Rollo, Kẻ chinh phục Normandie. Bản thảo vẽ thế kỷ XIV, lưu trữ lại thư viện Toulouse, Pháp.

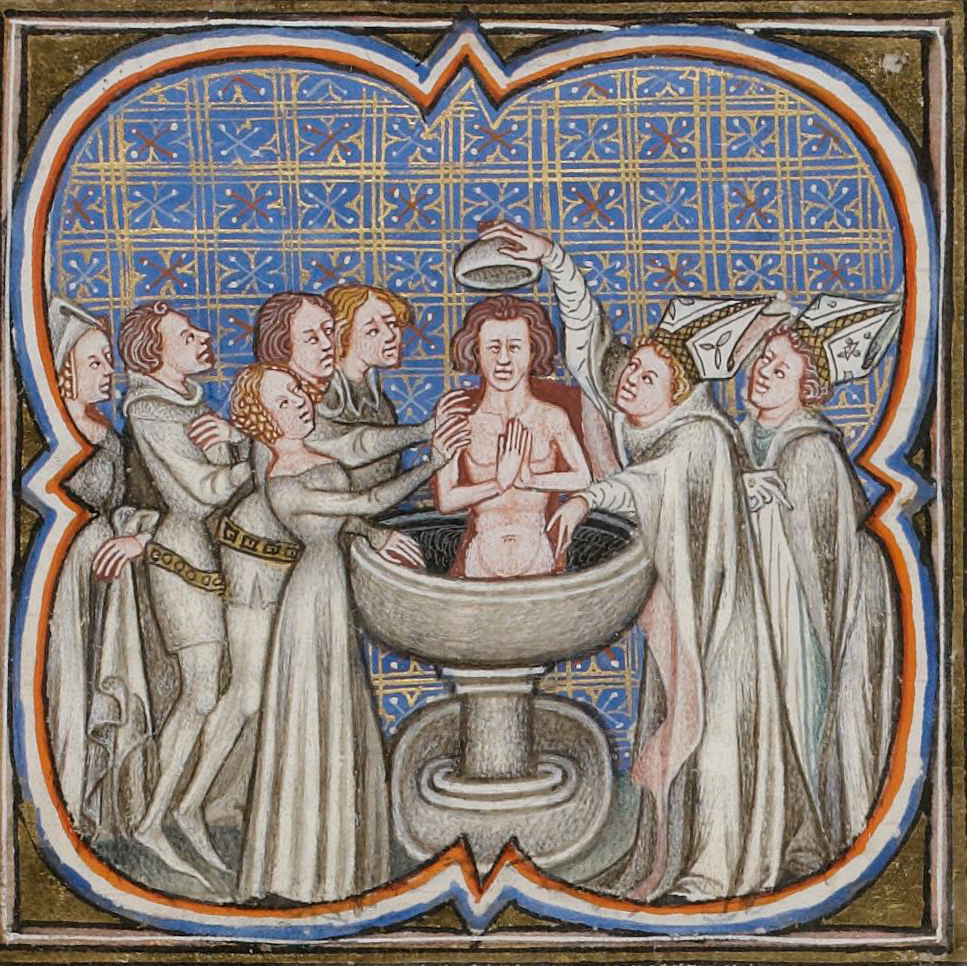
Tranh thế kỷ XIV, miêu tả Rollo rửa tội tại Nhà thờ chính tòa Đức Bà Rouen.

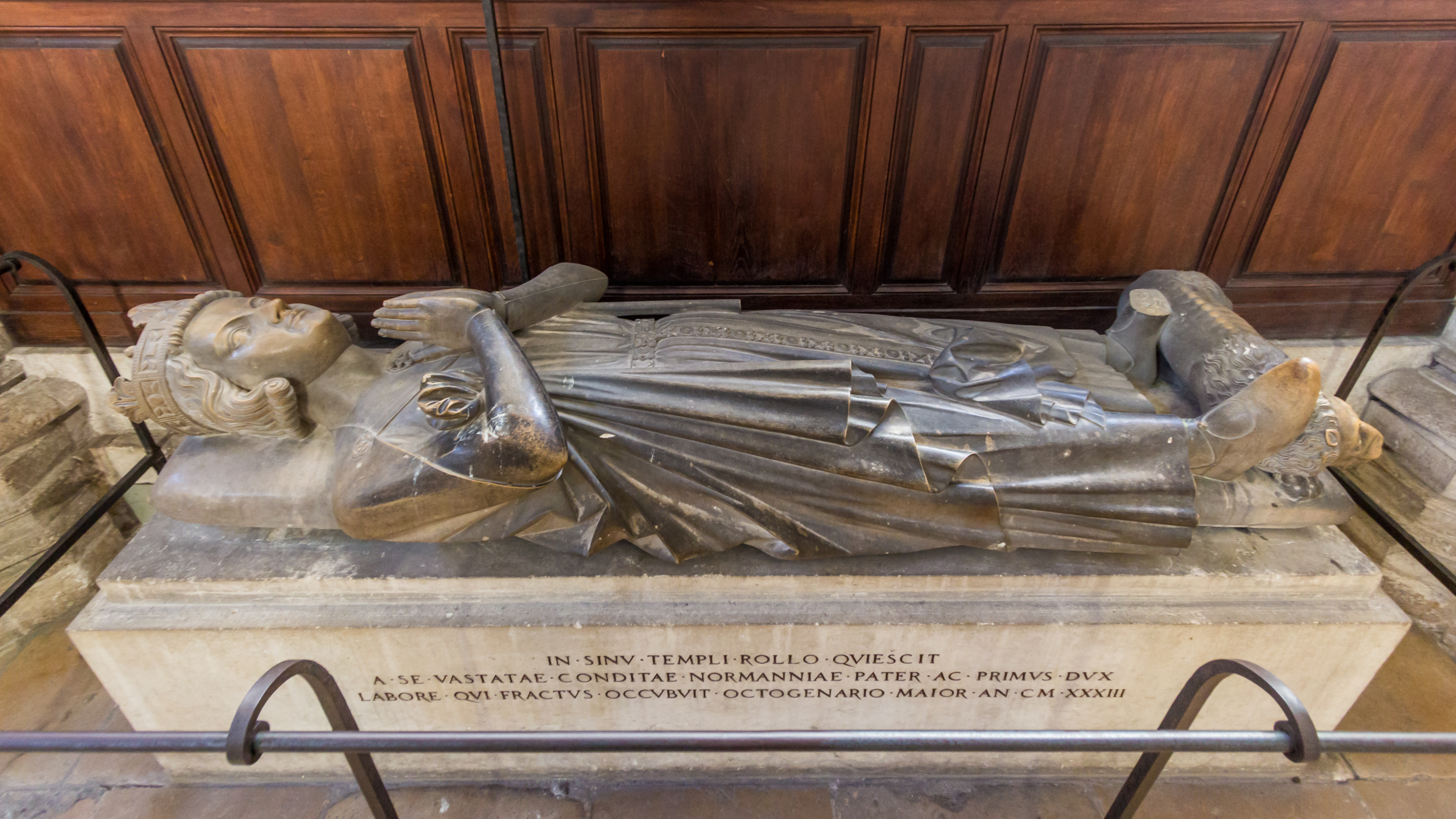
Phần mộ của Rollo tại Nhà thờ chính tòa Rouen.

### Các thế hệ hậu duệ

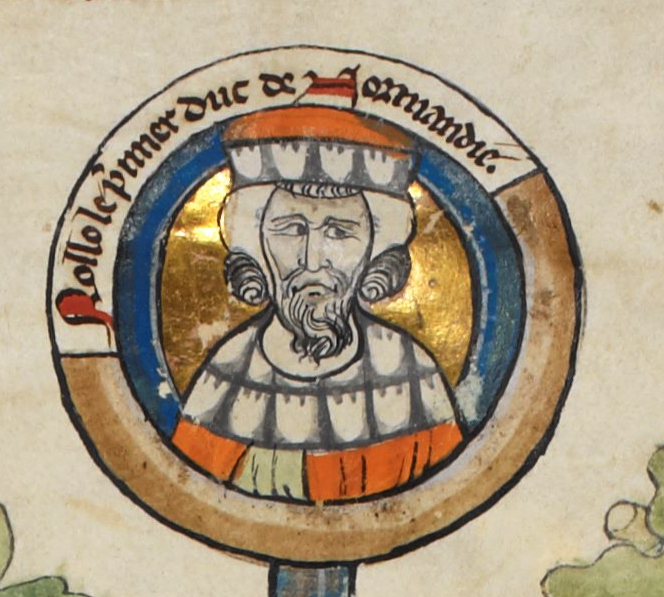
Hình ảnh tranh vẽ của Rollo, người sáng lập Nhà Normandy. Bản vẻ trong gia phải gia tộc Normandy, vẽ ở thế kỷ XIII, lưu tại Thư viện Anh,